# David Apolskis
David 'Tweener' Apolskis A szökés c. tévésorozat egyik kitalált szereplője, Lane Garrison alakítja. A 'Tweener' becenév magyar megfelelője 'Kisgyerek', ami valójában nem szó szerinti fordítás.

## Első évad
Az 1. évad 9. részében tűnik fel először: egy rabszállító busszal érkezik a börtönbe. Zsebesnek feltűnik, hogy David nem tud barátokat szerezni magának, így rászáll. Mikor Michaelék ezt észreveszik, leállítják Theodore-t, később pedig Michael megkéri valamire: egy órát kellene ellopnia az egyik őrtől, Roy Gearytől, cserébe megpróbálja elintézni, hogy bekerüljön a börtönmunkára. Miután David teljesíti a kérést, mégsem állhat be a munkások közé. Nem sokkal ezután Bellick megkéri, kémkedjen Michaelék után, amibe bele is egyezik, ám miután hosszú ideig nem tud semmi információt szerezni, Bellick beteszi egy hatalmas rab, Avocado mellé. Avocado többször is szexuálisan zaklatja Davidet, míg az bele nem vág a "nagydarab állat" nemi szervébe.
Az évad során kiderül, David azért került börtönbe, mert ellopta egy barátja baseball-kártya gyűjteményét, csakhogy az egyik kártya több, mint 300 000 dollárt ért. Később megtudja, hogy a BM-esek szökni akarnak, és ezt el is mondja Bellicknek. A nagy esemény előtt Michael beveszi őt is a szökésbe, de miután megszöktek, külön kell válnia társaitól az árulása miatt. Utoljára akkor látjuk az évadban, amikor egy autóra felkapaszkodva hagyja el a lezárt területet.

## Második évad
A 2. részben mutatják újra egy repülőtéren, Utahba akar eljutni a halott Westmoreland pénzéért. Megismerkedik egy Debra nevű lánnyal, aki elfuvarozza, ám útközben egymásba szeretnek. Mikor a lány megtudja, ki is valójában David, nem adja fel a rendőröknek, sőt még az autóját is neki adja. Utahban találkozik Michaellel, Zsebessel és Lincolnnal, akik szintén a pénzért jöttek. A fivérek azt mondják, kap a pénzből, ha segít nekik. Így mikor egy barkácsboltba megy felszerelésért, Alexander Mahone FBI-ügynök elfogja, ám David nem mondja el, hol vannak Michaelék, hanem elmegy és szerelmet vall Debrának. Mivel nem tudja hasznát venni, Mahone egy elhagyatott helyre viszi a fiút, majd önvédelemnek álcázva megöli.